# Карли-или
Карли-или (на гръцки: Κάρλελι, на турски: Karlıeli) е османското име на днешната Етолоакарнания в Западна Гърция. Османският санджак или лива съществува от втората половина на XV век до края на гръцката война за независимост (1830 г.). Името в превод от османотурски значи „земята на Карл/о“ и произлиза от последните християнски владетели на региона – Карло I Токо и Карло II Токо.
След смъртта на Карло I Токо османците организират завоевателен поход към Епирското деспотство и румелийският бейлербей Турахан паша превзема Янина с по-голяма част от владенията му, с изключение на йонийските острови. Османците оставят номинално за васален управител на целия регион Леонардо II Токо, наследен от Карло II Токо до 1448 г. След смъртта на последния Леонардо III Токо се опитва да спаси владението си с помощта на Венецианската република, в отговор на което османците превземат Арта през 1449 г. Леонардо се затваря в Ангелокастро и успява да задържи крепостта до 1460 г. След като и Ангелокастро става османски, единственото неостровно владение на Леонардо остава Воница. Леонардо успява да задържи Воница само заради избухналата междувременно венецианско-турска война (1463 – 1479). Веднага след края на войната османският флот начело с Гедик Ахмед паша превзема Воница с островите Кефалония и Закинтос през 1481 г. Със завоюването от османците през 1499 г. на венецианската колония Лепанто се оформя окончателно територията на този османски санджак/лива, който на изток граничи със санджак Трикала (Кравара), а на север – със санджак Янина.
Санджакът е формиран между 1475 г. и 1489 г. и до създаването на островния еялет през 1550 г. е съставна част от Румелийския еялет с център София. Османските пътешественици Хаджи Калфа и Евлия Челеби отбелязват, че санджакът се състоял от шест каази – Санта Маура (Лефкада), Воница, Ангелокастро (на османотурски: Енкиликастри), Ксиромеро, Валтос и Врахори. В Карли-или имало през XVII век 11 зиамета и 119 тимара, като хаса предоставен за издръжка на санджакбея носела годишен приход от 264 000 акчета. Седалището на санджакбея било в Ангелокастро до края на XVII век, а след морейската война – във Врахори, който е описан от Евлия Челеби като проспериращ град с 300 къщи през 1688 г.
След Карловацкия мир от санджака са отделени Месолонги и Анатоликон начело със самостоятелен войвода, а начело на останалата територия застава мютеселим. През октомври 1798 г. Али паша Янински присъединява територията на санджака към полунезависимото си владение с център Янина, а османските мютеселими се спасяват и укрепяват във Воница. Османското правителство реагира, като предоставя целия остатъчен санджак в личен хас на Михришах валиде султан, майка на султан Селим III (управлявал 1789–1809). От 1799 до 1805 г. номинално санджакбей е Юсуф Ага, братовчед на Валиде Султанката и неин ковчежник, но през 1806 г. Али паша установява пълната си власт над Карли-или, която задържа до смъртта си. 